# Bodegues Crestatx
Bodegues Crestatx és un antic celler fundat en el segle xix que es troba al sud de la vila de Sa Pobla, a prop del camí vell de Búger.
Va ser inaugurat en 1898. Durant molts anys, el celler ha donat activitat i treball a moltes famílies de la localitat.
Les màquines originals del celler són de principis del segle xx que ha passat a formar part del museu del mateix celler, inaugurat durant els primers anys del segle xxi.
El 1999 el celler havia de ser desmantellat per construir uns apartaments de luxe. Rafael Vanrell Gual, un conegut empresari mallorquí que comptava amb una cadena de supermercats, va comprar el celler i decidí recuperar-ho i crear un museu per mostrar el funcionament d'un antic celler mallorquí. Ha restaurat antigues premses, carruatges, caixes de fusta, màquines de filtrar, per etiquetar, bombes de líquid, ventiladors, etc.
Entre els productes es troben: Vins, mel, licors mallorquins, oli d'oliva, arròs i formatge. Dins el celler, es creà una taverna de vi on es fan representacions de flamenc durant els estius i ofereix diferents serveis com: Reunions de treball, concerts, actes culturals, exposicions, celebracions diversos, degustacions gastronòmiques.
El celler pot produir entre un milió i mig i dos milions de botelles anuals. És el propietari del famós mini tren "Crestatx" que durant anys es passejava pels carrers del Port d'Alcúdia; també d'una immobiliària pròpia.
Les oficines del celler té una àrea d'obra social que patrocina a:
- L'equip de futbol Poblense.
- Mallorca Classic 2006 de Golf. (2006)
- Mallorca Western Festival en Palma (2007).
- Volta ciclista a Mallorca (2007).
- Amics del cavall (2007).
- Marxa ciclista Sa Pobla (2008)

Exporta vi per Europa i Àsia, com a la Xina.
El celler ofereix visita guiada per als turistes de Mallorca i visitants en general durant tot l'any.